# Florida francesa

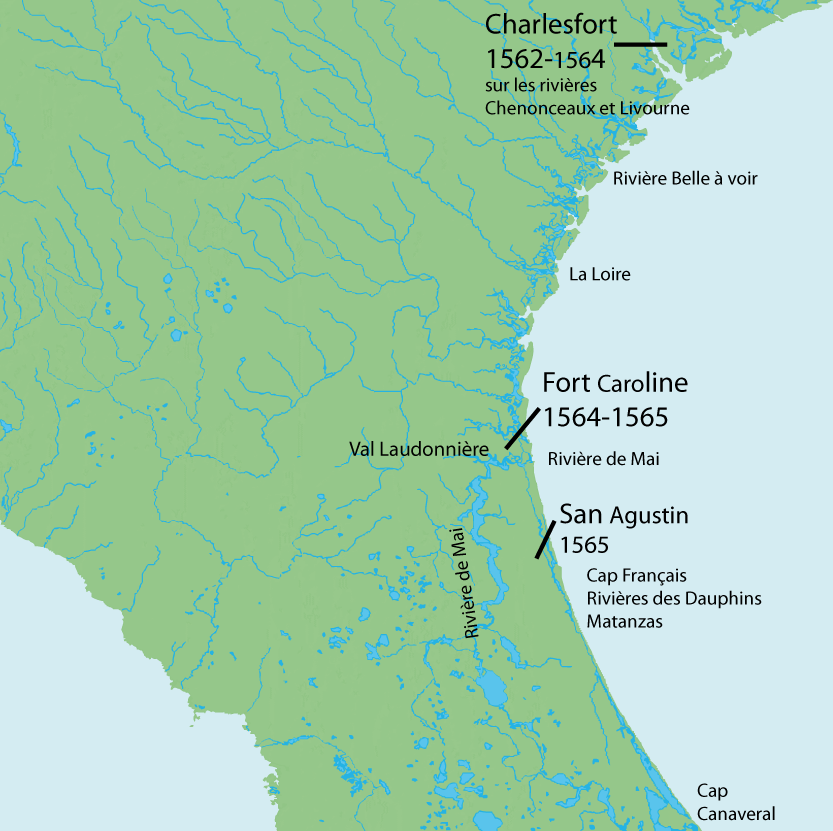
Mapa de la Florida francesa

La Florida francesa (en francés: Floride française) fue un territorio colonial establecido brevemente por los colonos hugonotes franceses en la antigua Florida (que ahora comprende los estados de Carolina del Sur, Georgia y Florida (Estados Unidos) entre 1562 y 1565.
La empresa colonial se inició siguiendo los planes del líder hugonote francés y almirante de Francia, Gaspard de Coligny, para establecer colonias en el Nuevo Mundo donde los protestantes perseguidos pudieran establecerse con seguridad.  El primer intento fue un establecimiento en Brasil, llamado Francia Antártica, también fracasado en 1567.
Un primer establecimiento en la Florida fue hecho por Jean Ribault, y un segundo por René Goulaine de Laudonnière en 1562, antes de moverse hacia el norte donde él fijó Charlesfort, en la isla de Parris, en lo que hoy es Carolina del Sur. Charlesfort fue abandonado por todos los colonos, salvo uno, al año siguiente debido a las dificultades y conflictos internos religiosos, y tuvieron que regresar a Francia.

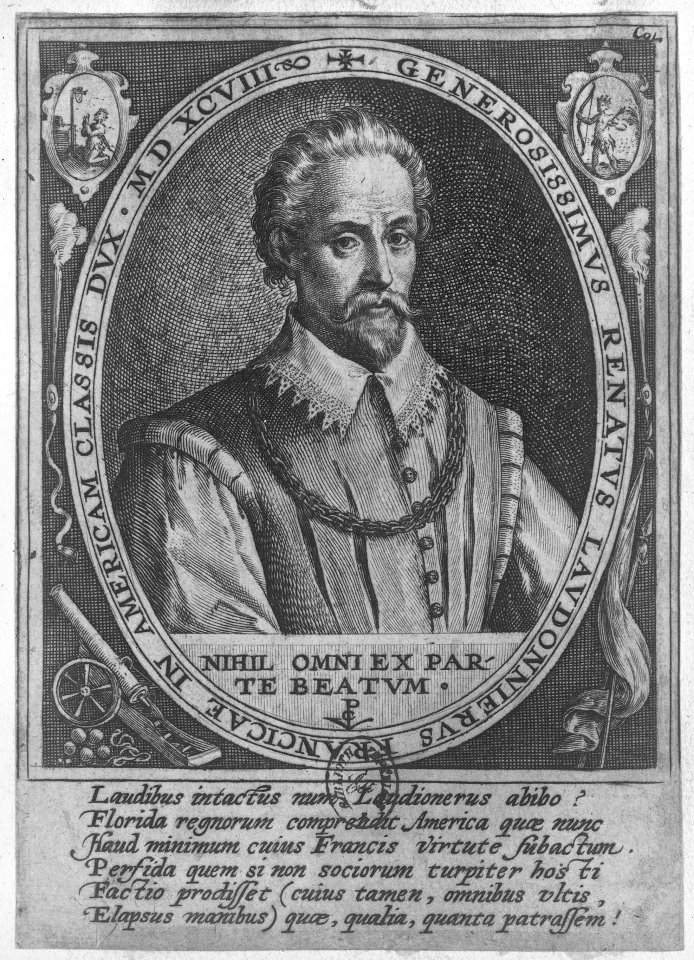
René de Laudonnière.

En 1564, René Goulaine de Laudonnière volvió a viajar desde Francia, esta vez para establecer el Fuerte Caroline, en lo que ahora es Jacksonville (Florida).
El establecimiento francés fue aniquilado por los españoles en 1565 dirigidos por Pedro Menéndez de Avilés, y todos los hugonotes resultaron muertos, en la captura de Fort Caroline, y la subsiguiente masacre en el por ese motivo conocido como Matanzas Inlet.
En 1568, Dominique de Gourgue exploró la zona y, con la ayuda de sus aliados, los indios saturiwa, masacraron a la guarnición española en represalia, pero no aprovecharon debidamente esta acción.